# Walter Otto (Jurist)
Walter Otto (* 1907 in Herleshausen; † 1998) war ein deutscher Jurist.

## Werdegang
Otto besuchte von 1928 bis 1931 die Universität Göttingen, wo er Rechts- und Staatswissenschaften studierte. Das Referendarexamen legte er in Celle ab. 1932 wurde er promoviert. Vier Jahre später absolvierte er in Berlin das Assessorexamen und wurde im Anschluss Gerichtsassessor. Ab 1938 war er drei Jahre lang Stadtassessor und Stadtrat von Stralsund. Danach wurde er Regierungsrat, zunächst in Klagenfurt und Kassel, 1951 dann im Bundesministerium des Innern. Ab dem Folgejahr war er bis 1955 als Oberverwaltungsgerichtsrat in Koblenz tätig. Vom 29. April 1955 bis 31. März 1972 war er Richter am Bundesverwaltungsgericht.

## Ehrungen
- 1972: Großes Verdienstkreuz der Bundesrepublik Deutschland

## Publikationen (Auswahl)
- Recht und Gerechtigkeit in der Wiedergutmachung. In: Gewerkschaftliche Monatshefte, Jg. 7 (1956), H. 1, S. 5–10 (online; PDF; 69 kB).
- Abschied von der Freiheit?  In: Gewerkschaftliche Monatshefte, Jg. 11 (1960), H. 6, S. 321–334 (online; PDF; 139 kB).